# Arcuatocornum pilosum
Arcuatocornum pilosum är en insektsart som beskrevs av Yuan och Tian 1995. Arcuatocornum pilosum ingår i släktet Arcuatocornum och familjen hornstritar. Inga underarter finns listade i Catalogue of Life.